# 腫唇雀麗魚
腫唇雀麗魚，為輻鰭魚綱䲁形目麗魚科口孵非鯽屬的其中一種，被IUCN列為瀕危保育類動物，分布於非洲坦尚尼亞及肯亞Natron湖流域，體長可達11.6公分，棲息在中底層水域，屬雜食性，以藻類、橈腳類等為食.肿唇雀丽鱼（学名：Oreochromis alcalica）生活在在非洲坦桑尼亚北部的纳特龙湖，纳特龙湖具有高盐高碱性，只有这种鱼类能够在纳特龙湖生存。